# Саутгемптон (округ)
Округ Саутгемптон (англ. Southampton County) располагается в США, в штате Виргиния. По состоянию на 2010 год, численность населения составляла 18 570 человек.

## География
По данным Бюро переписи США, общая площадь округа равняется 1559 км², из которых 1551 км² — суша и 8 км² или 0,5 % — это водоёмы.

### Соседние округа
- Сарри (Виргиния) — север
- Айл-оф-Уайт (Виргиния) — северo-восток
- Франклин (Виргиния) — восток
- независимый город Саффолк (Виргиния) — юго-восток
- Хертфорд (округ, Северная Каролина) — юг
- Нортгемптон (Северная Каролина) — юго-запад
- Гринсвилл (Виргиния) — запад
- Сассекс (Виргиния) — северо-запад

## Демография
По данным переписи населения 2000 года в округе проживает 18 570 жителей в составе 6 279 домашних хозяйств и 4 502 семей. Плотность населения составляет 11 человек на км². На территории округа насчитывается 7 058 жилых строений, при плотности застройки 5 строений на км². Расовый состав населения: белые - 60,4%, афроамериканцы - 37,2%, коренные американцы (индейцы) - 0,3%, азиаты - 0,2%, гавайцы - 0,0%, представители других рас - 0,3%, представители двух или более рас - 1,4%. Испаноязычные составляли 1,1% населения.
В составе 30,08 % из общего числа домашних хозяйств проживают дети в возрасте до 18 лет, 54,10 % домашних хозяйств представляют собой супружеские пары проживающие вместе, 13,50 % домашних хозяйств представляют собой одиноких женщин без супруга, 28,30 % домашних хозяйств не имеют отношения к семьям, 24,90 % домашних хозяйств состоят из одного человека, 11,10 % домашних хозяйств состоят из престарелых (65 лет и старше), проживающих в одиночестве. Средний размер домашнего хозяйства составляет 2,53 человека, и средний размер семьи 3,02 человека.
Возрастной состав округа: 22,70 % моложе 18 лет, 8,80 % от 18 до 24, 29,20 % от 25 до 44, 25,00 % от 45 до 64 и 14,20 % от 65 и старше. Средний возраст жителя округа 39 лет. На каждые 100 женщин приходится 111,70 мужчин. На каждые 100 женщин старше 18 лет приходится 112,50 мужчин.
Средний доход на домохозяйство в округе составлял 33 995 USD, на семью — 41 324 USD. Среднестатистический заработок мужчины был 32 436 USD против 20 831 USD для женщины. Доход на душу населения был 16 930 USD. Около 11,70% семей и 14,60% общего населения находились ниже черты бедности, в том числе - 19,90% молодежи (тех кому ещё не исполнилось 18 лет) и 14,50% тех кому было уже больше 65 лет.